# Герб Бережан
Герб Бережан — один из официальных символов города Бережаны, райцентр в Тернопольской области, Украине.

## Бывшие гербы

### Австрийский период
Герб австрийского периода — это пересеченный щит, в верхней части в красном поле изображена серебряная полоса; в нижней — в синем поле серебряный олень, бегущий вправо.

### Польский период
В период Второй Речи Посполитой (1920—1939 гг.) гербом Бережан был перетятий щит. В верхней части в красном поле серебряная полоса; в нижней — в синем поле серебряный олень, бегущий вправо.

### Советский период
Новый герб Бережан, который бы соответствовал советской идеологии, был утвержден 25 июня 1976 г. решением N13 горисполкома.
Это был щит разделен синей перевязью слева с одним уступом. В первой зеленой части — серебряный олень, во второй красной — золотой колос в столб. В узком синем крае — серебряная ваза. Лазоревая глава отягощена золотым названием города на украинском языке. Щит увенчан красной зубчатой стеной с серпом и молотом на средней башне.
Перевязь — символ реки Золотая Липа, на берегу которой находится город. Олень — символ древнего герба города. Ваза — символ стекольной промышленности.
Автор — С. Мигоцький.

## Современный герб
Современный герб города утвержден 20 июня 1995 г. решением № 71 VI сессии городского совета XXII созыва.
В синем поле стоящий золотой олень с поднятой левой передней ногой.
Щит обрамленный декоративным картушем и увенчан серебряной городской короной с тремя башенками. Автор — Богдан Тихий.
Олень является символом природных богатств, свободолюбия и свободы. Фактически, восстановлен древний герб города, применяемый еще в XVI веке.

## Галерея

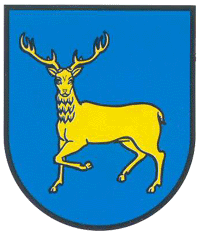
Герб города, применяемый еще в XVII веке.
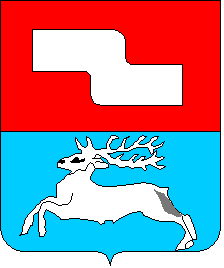
Герб Австрийского периода
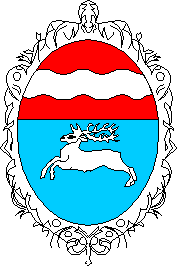
Герб польского периода
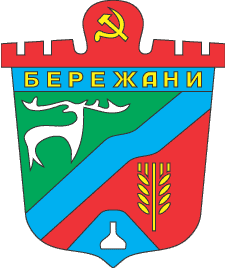
Герб Советского периода
Современный герб Бережанского района